# Günter Lehmann
Günter Lehmann (* 31. Dezember 1939 in Dresden) ist ein deutscher Wissenschaftler, Hochschullehrer, Herausgeber und bis 2005 Direktor eines freien Bildungsinstitutes.

## Leben
Lehmann absolvierte nach Grundschulzeit (1945–1953) eine Ausbildung als Dekorationsmaler (1953–1955). Er war zunächst von 1955 bis 1960 Dekorationsmaler und holte sein Abitur von 1956 bis 1960 an der Abendoberschule Dresden nach. Von 1960 bis 1962 absolvierte er seinen Militärdienst (NVA). Von 1962 bis 1967 studierte er Bauwesen und Berufspädagogik an der TU Dresden. 1973 wurde er auf dem Gebiet der Berufspädagogik an der TU Dresden zum Dr. paed. promoviert. 1974 wurde ihm die facultas docendi an der TU Dresden erteilt. Nach seiner Habilitation auf dem Gebiet Ingenieurpädagogik an der TU Dresden und einem einjährigen Zusatzstudium auf dem Gebiet der Ingenieurpsychologie an der Lomonossow-Universität Moskau (1977/78) war er ab 1981 Hochschuldozent für Ingenieurpädagogik.
1983 wurde Günter Lehmann zum ordentlichen Professor für Ingenieurpädagogik an der TU Dresden berufen. Von 1986 bis 1992 war er Leiter des Instituts für Ingenieurpädagogik an der TU Dresden. Günther Landgraf, erster freigewählter Rektor der TU Dresden, setzte Lehmann von 1989 bis 1991 als Prorektor für Bildung an der TU Dresden ein. Beiden stellten die erfolgreichen Weichen für einen Neubeginn der TU Dresden nach dem Fall der DDR.
Mit Günther Landgraf gründete Lehmann am 1. September 1990 das Europäische Institut für postgraduale Bildung (EIPOS) an der TU Dresden. Langjähriger Präsident war Günther Landgraf, von 1990 bis 2005 war Lehmann Vizepräsident und Wissenschaftlicher Direktor, seit 2005 Präsidiumsmitglied des EIPOS e. V. und seit 2012 Vorsitzender des Beirats der EIPOS GmbH. Landgraf und Lehmann haben Maßstäbe in der universitären und postgradualen Weiterbildung gesetzt und waren Pioniere auf diesem Gebiet. 2005 wurde Lehmann emeritiert.
Lehmann war von 1997 bis 2004 Vorsitzender des Gemeinnützigen Instituts für Kommunalwirtschaft Dresden, von 1998 bis 2005 Leiter des Steinbeis-Transferzentrum EIPOS und von 1998 bis 2003 Obmann des VDI-Ausschusses Weiterbildung von Ingenieuren in Düsseldorf. Von 1999 bis 2005 war er Stellv. Leiter des MBA-Zentrums an der Donau-Universität Krems. Im Jahr 2007 wurde er Qualitätsbeauftragter der von der Flensburger Hochschule neu gegründeten flensburg.school, einer Innovationsplattform für angewandte Forschung und advanced research studies mit berufsbegleitendem Studienangebot, die später als „Titelschmiede“ verrufen war.
Günter Lehmann ist verheiratet mit Ingrid Lehmann, der ehemaligen DDR-Cheftrainerin im Eiskunstlauf.

## Wirken
Günter Lehmann befasst sich mit der Leitung von Ausbildungs-, Weiterbildungs- und Forschungsprozessen im Hochschulbereich. Er lehrt und publiziert insbesondere zu zahlreichen Themen der beruflichen Kommunikation, z. B. am EIPOS – Europäisches Institut für postgraduale Bildung an der TU Dresden, an der Dresden International University (DIU) sowie auch in der MBA-Ausbildung der Donau-Universität Krems. In technik- und wirtschaftsorientierten Trainingsangeboten für Führungskräfte haben seine kommunikationsbezogenen Lehrinhalte zum Thema „Gestaltung kommunikativer Situationen“ (Kommunikationspsychologie, Moderation, Präsentation, Verhandlung, Interview, Akquisition, Beschwerde- und Konfliktmanagement) seit mehr als 15 Jahren einen festen Platz. Seit 2005 bietet Lehmann Seminare auf den Gebieten Didaktik der Weiterbildung und Wissenschaftliche Arbeiten an Hochschulen in Deutschland und Österreich an.
Prof. Lehmann hat mehr als 20 Bücher und über 165 Aufsätze und Artikel zu den Themen Aus- und Weiterbildung, Hochschulpolitik, Ingenieurpädagogik, Kommunikation, Regional- und Umweltmanagement, Bau- und Immobilienrecht sowie Wissenschaftliches Arbeiten veröffentlicht.

## Publikationen (Auswahl)
- Die Arbeit ist fertig – was nun? Expert-Verlag 2019
- Wissenschaftliche Arbeiten zielwirksam verfassen und präsentieren. 7. Auflage, Expert-Verlag 2019
- Die effektive Befragung. 2. Auflage, Expert-Verlag 2017
- Publizieren – aber wie? 2. Auflage, Expert-Verlag 2017
- Lehren mit Erfolg. 2. Auflage, Expert-Verlag 2017
- Reden – aber wie?, Expert-Verlag 2005
- Das Interview, Expert-Verlag 2004
- Zielwirksam akquirieren, Expert-Verlag 2003
- Führungs- und Entscheidungstechniken für das Team, Expert-Verlag 2001
- Umweltschutz und Umweltmanagement in der gewerblichen Wirtschaft, Expert-Verlag 2000, mit Holm Große, Steffen Ehrig
- Leistungsangebote wirksam präsentieren, Expert-Verlag 2000
- Sachgerecht handeln, Expert-Verlag 2000
- Aktuelles Praxishandbuch Bau- und Immobilienrecht Kommentare – Entscheidungen – Gesetzestexte – Arbeitshilfen, Loseblattsammlung, EIPOS Dresden/hgg. 1999 (Hrsg.) mit Mittag, Greulich
- Grundlagen der Kommunikation – die Moderation, Lang-Verlag Frankfurt 1998
- Gestaltung kommunikativer Situationen, Band 1 und 2, Europäischer Verlag der Wissenschaften, Frankfurt am Main 1998, mit Uwe Reese
- Leitfaden zum ökologischen Planen und Bauen, EIPOS Dresden 1997 (Hrsg.) mit Holm Große, Martin Mittag
- Umweltschutz Grundlagen, Planung, Technologien, Management, Gustav Fischer Verlag, Jena 1996 (Hrsg.) mit Fiedler, Große, Mittag
- Planung, Gestaltung und Schutz der Umwelt, Loseblattsammlung EIPOS Dresden 1995 (Hrsg.) mit Holm Große, Martin Mittag
- Fachlexikon Umwelt, Loseblattsammlung WEKA Verlag 1995–2000 (Hrsg.) mit Große, Mittag
- Praxislexikon Automatisierung und Meßtechnik, Loseblattsammlung Mittag-Verlag Maria Rain, 1995 (Hrsg.) mit Bretthauer, Mittag, Richter, Töpfer
- Verkehrsentwicklung und Verkehrssystemtechnik Loseblattsammlung EIPOS Dresden 1994 (Hrsg.) mit Hertel, Mittag, Woda
- Entwicklung der Ingenieurpädagogik an der TU Dresden von 1951 bis 1991, offprint TU Dresden 1991, mit R. Malek
- Begabtenförderung in der Ingenieurausbildung, Zentralinst. für Hochschulbildung Berlin 1988

## Belege
1. ↑  Günter Lehmann, Günter H. Hertel: Chronologie der zwanzigjährigen Entwicklung von EIPOS. (PDF; 3 MB) In: Wissenschaftliche Zeitschrift des EIPOS e. V., 2. Jahrgang, Ausgabe 3. 2010, S. 10, archiviert vom Original (nicht mehr online verfügbar) am 15. Januar 2018; abgerufen am 15. Januar 2018.  Info: Der Archivlink wurde automatisch eingesetzt und noch nicht geprüft. Bitte prüfe Original- und Archivlink gemäß Anleitung und entferne dann diesen Hinweis.
2. ↑  Affären: Doktor gegen Gebühr. In: Der Spiegel. Nr. 26, 2014 (online – 23. Juni 2014).

| Personendaten    | Personendaten                                           |
| ---------------- | ------------------------------------------------------- |
| NAME             | Lehmann, Günter                                         |
| KURZBESCHREIBUNG | deutscher Wissenschaftler, Hochschullehrer, Herausgeber |
| GEBURTSDATUM     | 31. Dezember 1939                                       |
| GEBURTSORT       | Dresden                                                 |